# Centaurea pullata
Centaurea pullata — вид квіткових рослин родини айстрові (Asteraceae). лат. pullata — «темний».

## Опис
Однорічна або багаторічна рослина, зі стеблами до 60 см, проста або гілляста. листя овально-гостре, слабо зубчасте, більш-менш волохате. Квіткові голови близько 2 см в діаметрі. Сім'янки 2,5-4 мм. Квітне в період з березня по липень (жовтень).

## Поширення
Південна Європа: Франція, Іспанія, Гібралтар, Португалія. Північна Африка: Алжир, Марокко, Туніс. Введений: Єгипет, Італія, Колишня Югославія, Мальта, Туреччина. Росте на узбіччях і краях полів.

## Галерея

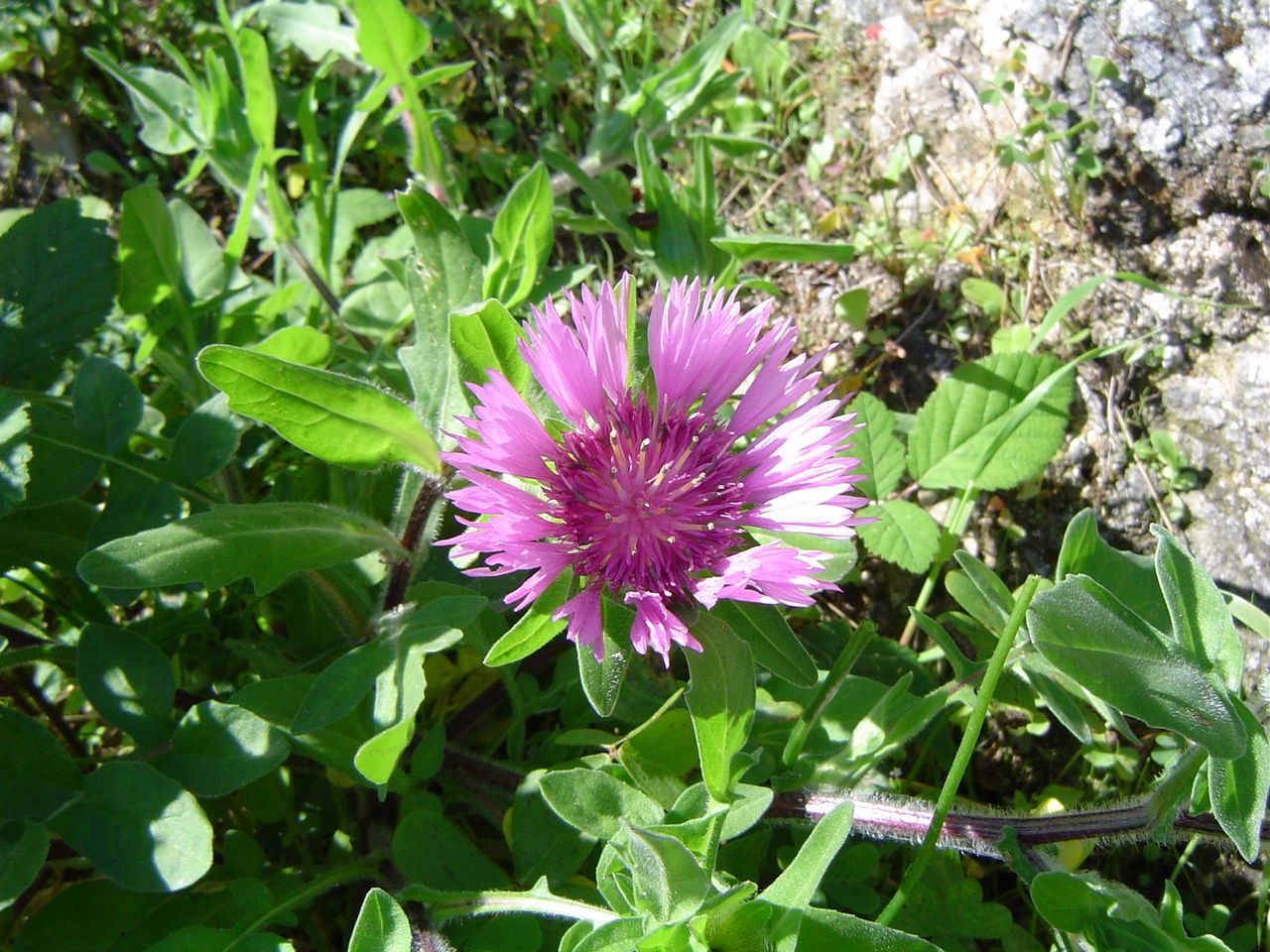
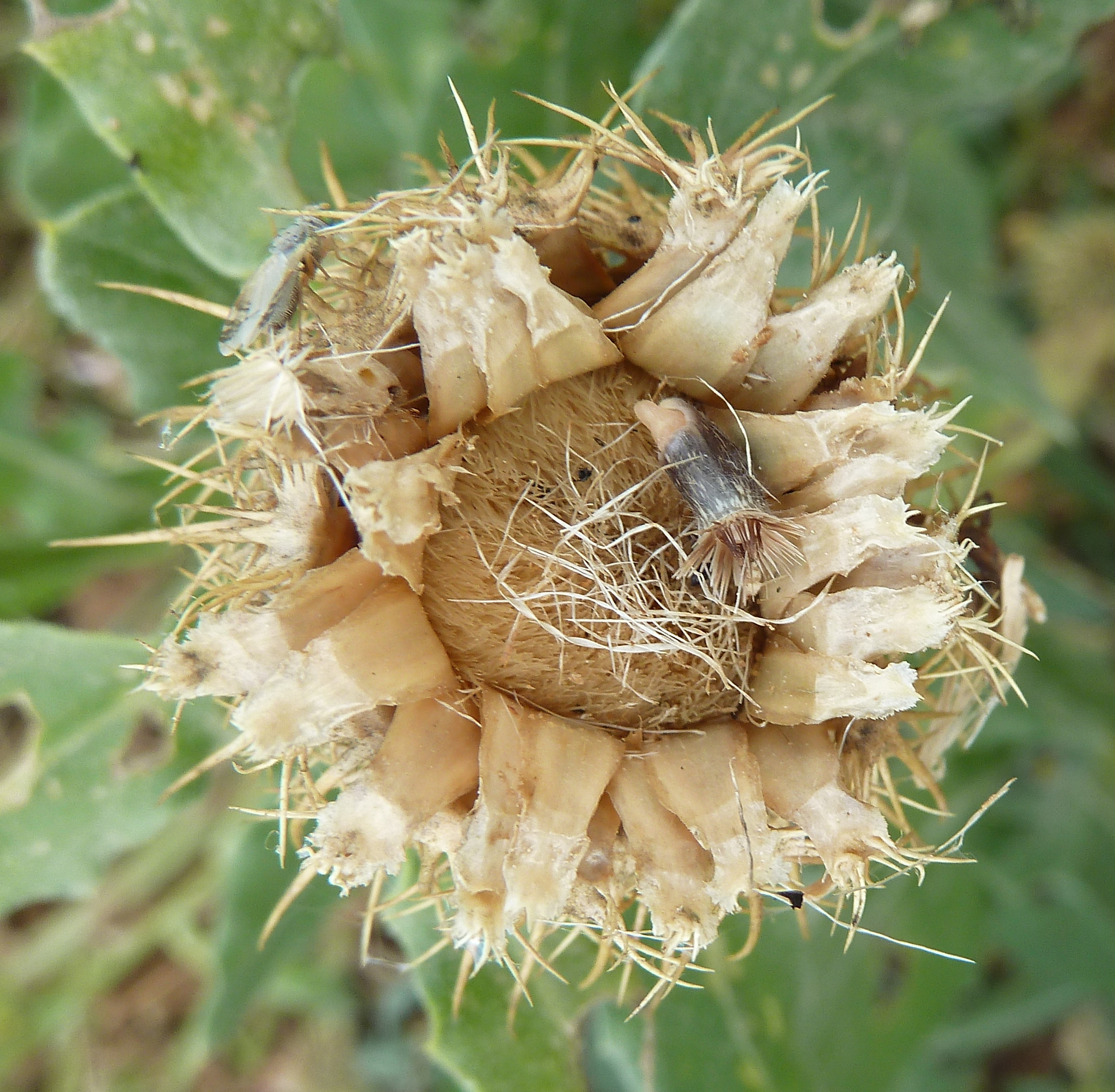
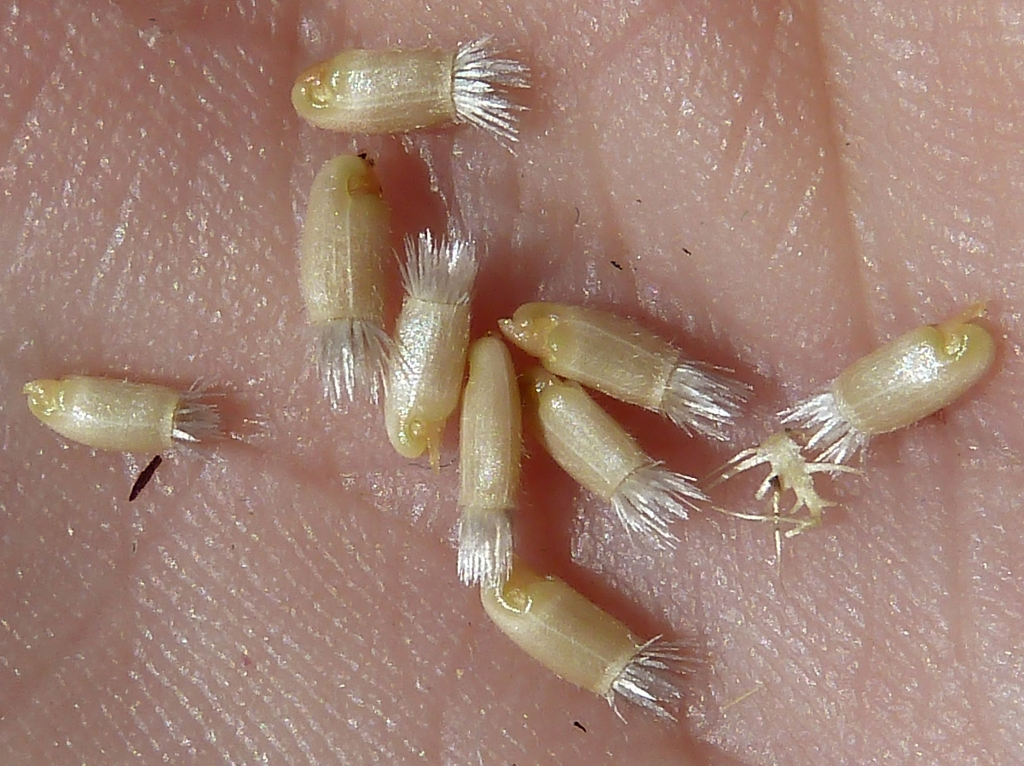
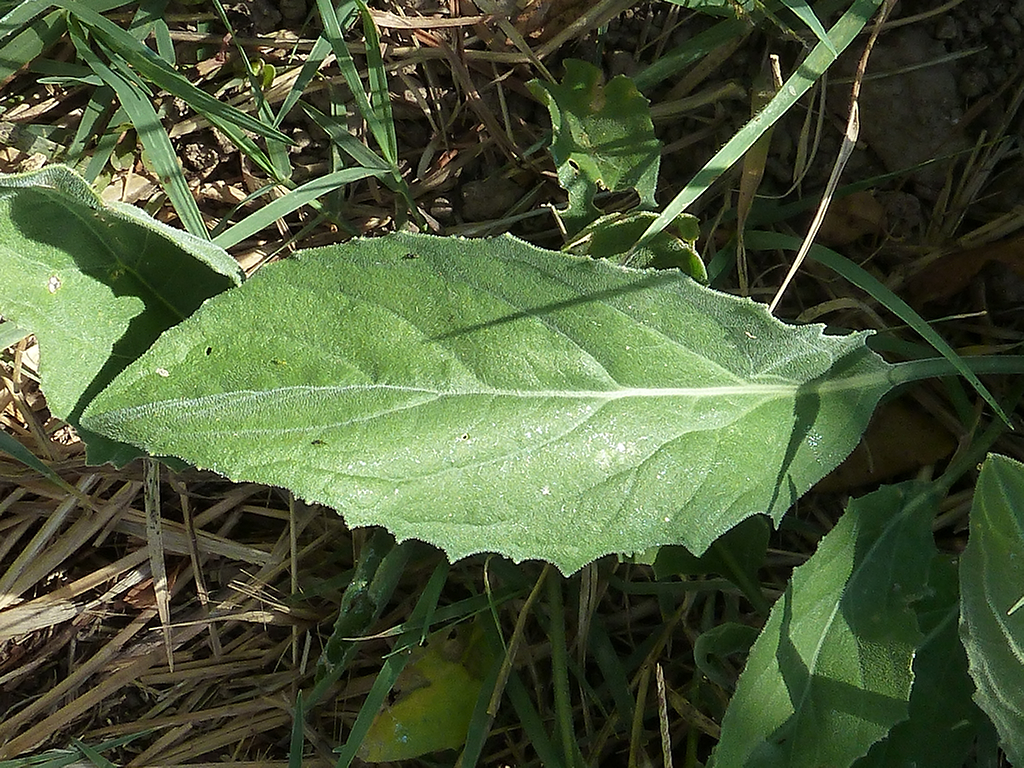